# Обсерваторія Гонконгу
Обсерваторія Гонконгу (кит.: 香港天文台) — урядова установа Гонконгу з прогнозу погоди. Працівники обсерваторії роблять прогноз погоди та попереджають про небезпеку, пов’язану з метеорологічними явищами. В обсерваторії здійснюється моніторинг та надається оцінка рівня радіації в Гонконгу, а також надаються інші метеорологічні та геофізичні послуги за потребами громадськості, транспорту, авіації, промисловості та інженерних сфер.

## Опис

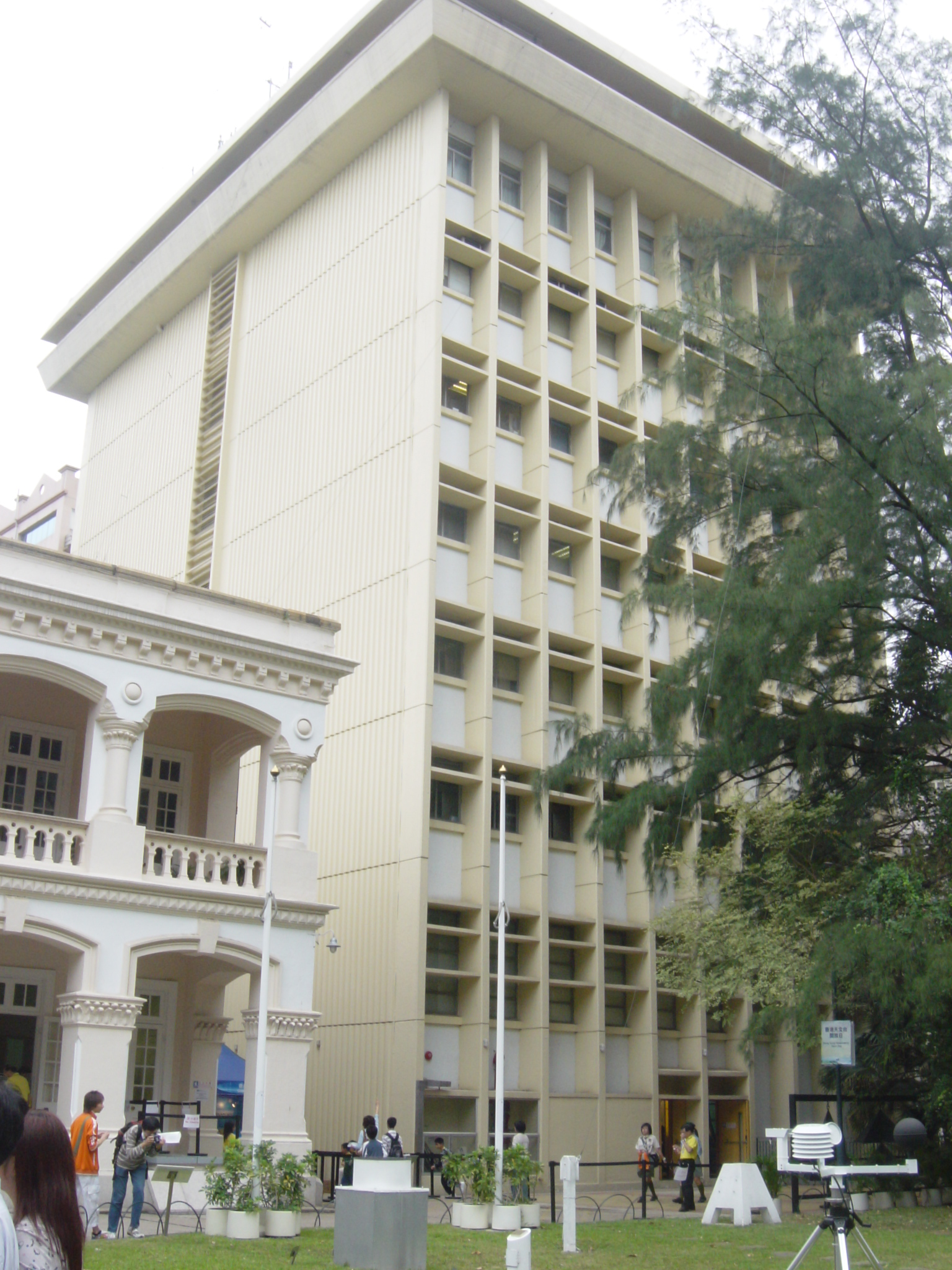
Центральна будівля обсерваторії

Обсерваторія Гонконгу була заснована 2 березня 1883 року сером Джорджем Боуеном, дев'ятим губернатором Гонконгу, та доктором філософії Вільямом Доберком (1852-1941). Першим директором став доктор філософії Вільям Доберк. В обсерваторії спочатку тільки спостерігали за метеорологічними та магнітними явищами, а також попереджували про насування тропічного циклону.
У 1912 році обсерваторія Гонконгу була перейменована у Королівську обсерваторію Гонконгу (кит.: 皇家香港天文台) . У 1997 році після передачі суверенітету Гонконгу від Великої Британії до Китаю ця установа отримала поточну назву та емблему.
У 2002 році обсерваторія Гонконгу відкрила ресурсний центр, де кожен бажаючий може придбати публікації цієї установи та отримати доступ до різної метеорологічної інформації.

## Будівлі в обсерваторії

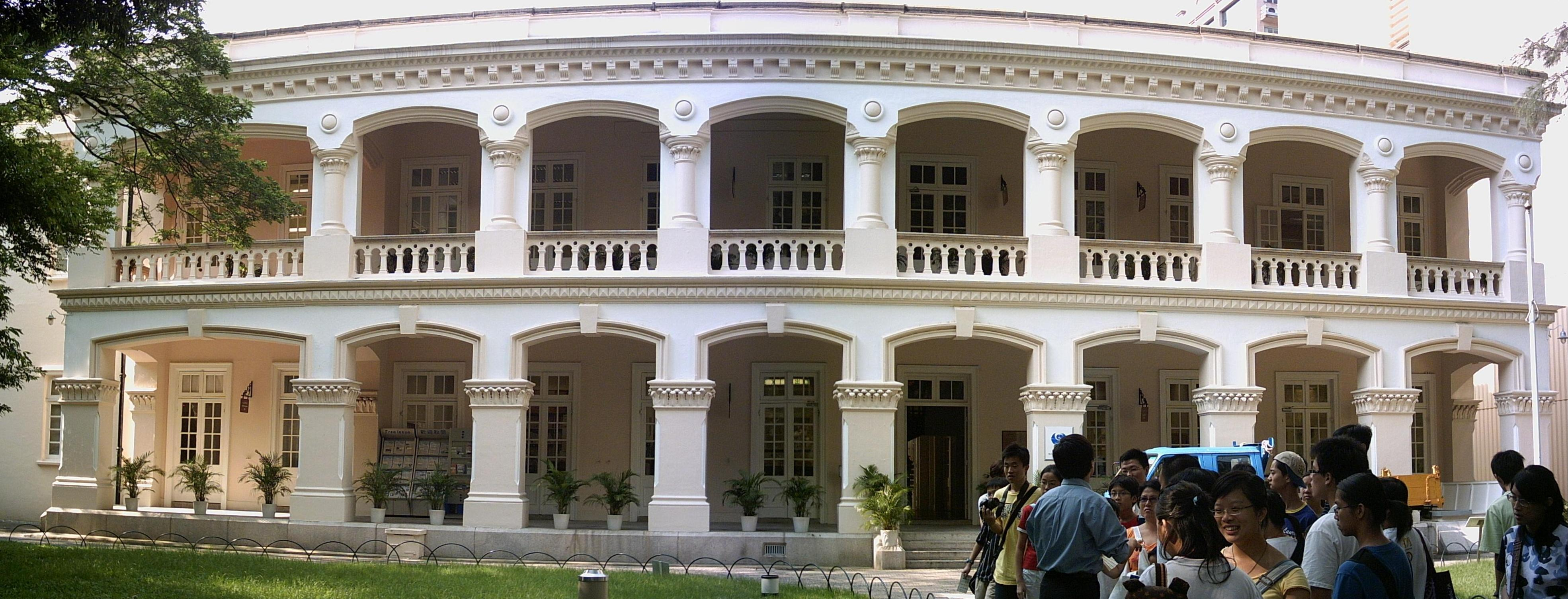
Будівля 1883 року

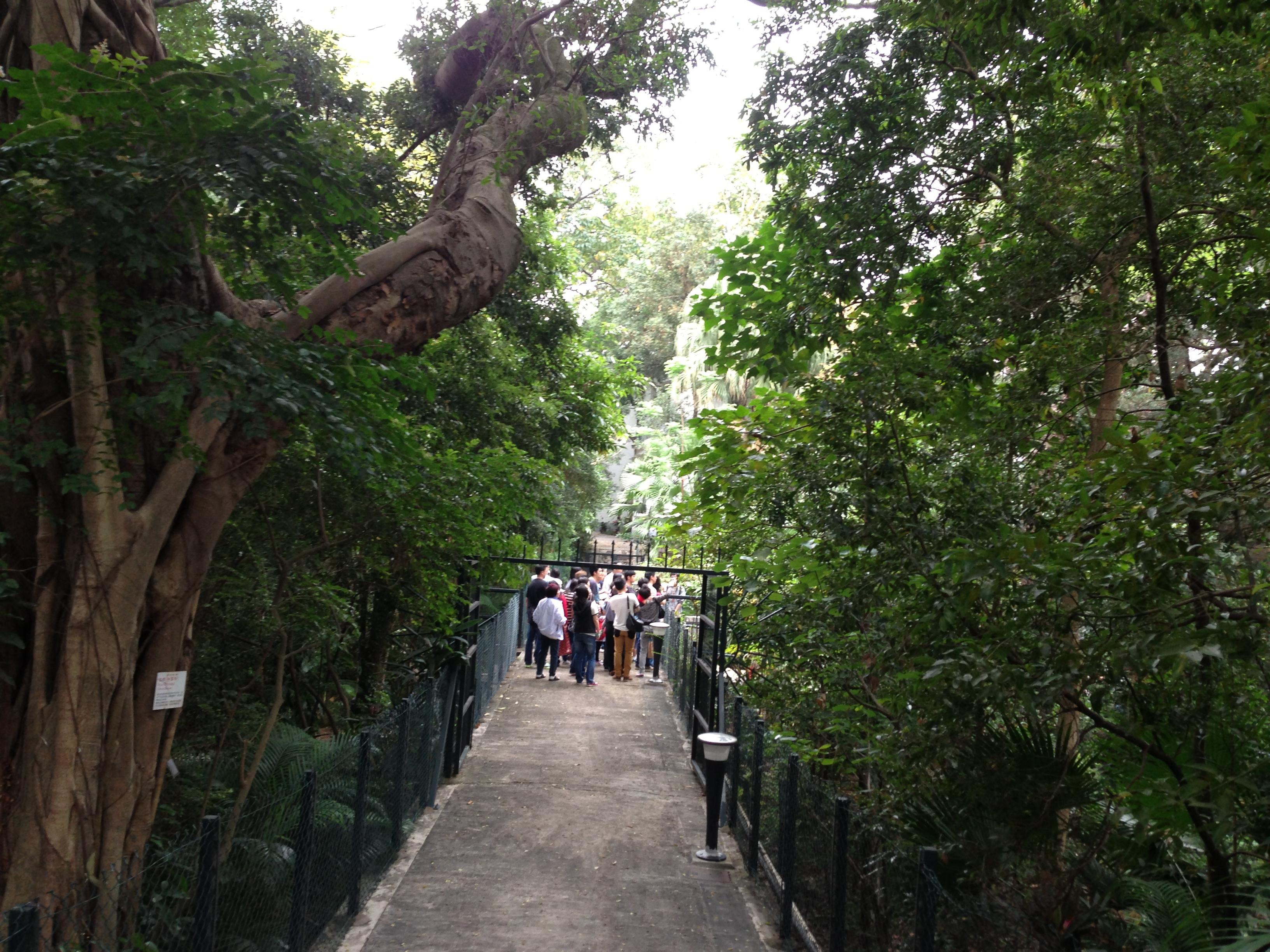
Обсерваторія Гонконгу

### Основна будівля
Перша будівля обсерваторії була побудована у 1883 році . Вона є двоповерховою та прямокутною. В будівлі арочні вікна та довгі веранди. У цій будівлі розташовувався офіс дирекції.
У 1984 році будівля обсерваторії була оголошена історичною пам’яткою Гонконгу .

### Головний офіс
Поруч з будівлею знаходиться будинок, який є штаб-квартирою обсерваторії Гонконгу. Він був зведений у 1983 році на честь святкування сторічного ювілею обсерваторії .

## Логотип обсерваторії

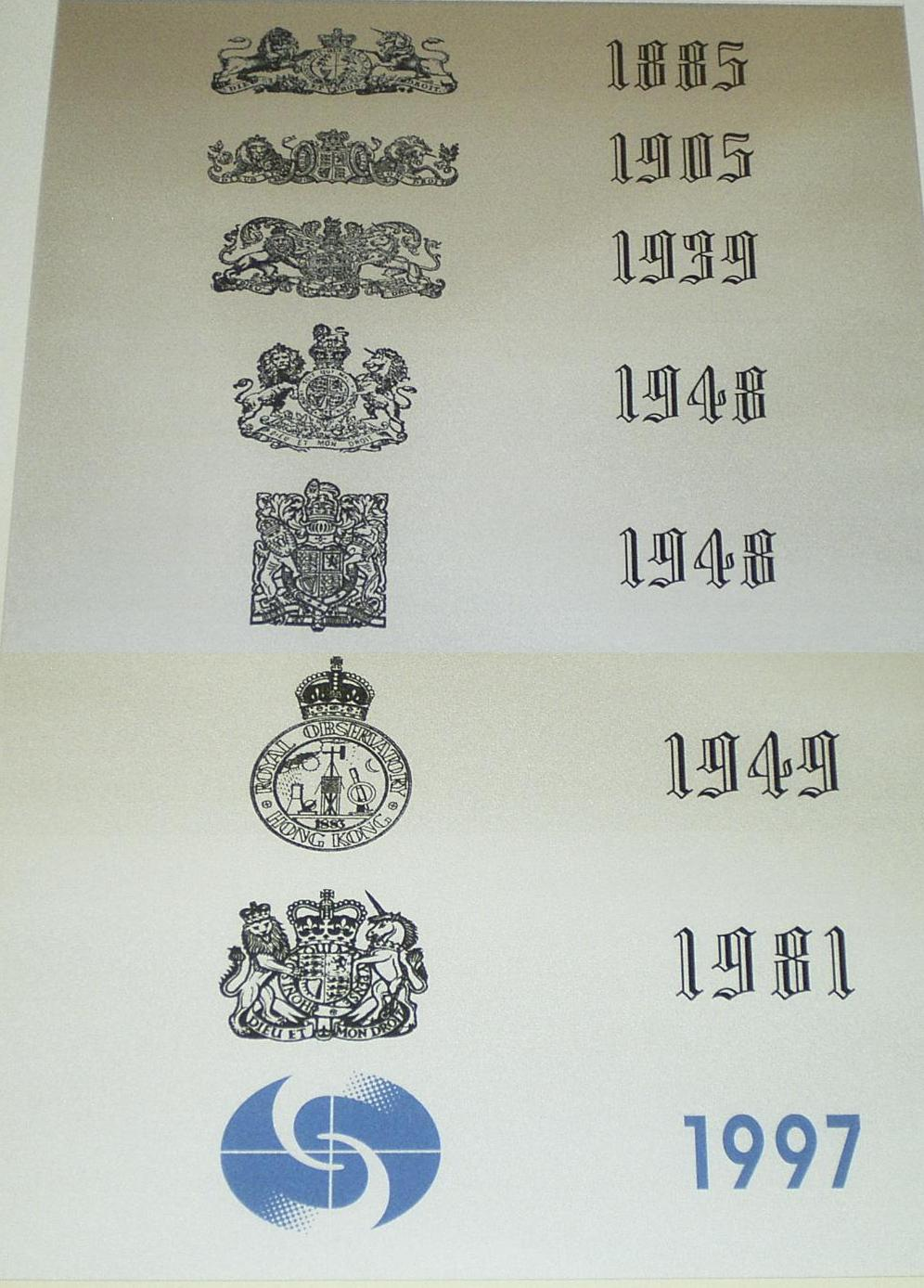
Логотипи обсерваторії Гонконгу в різні роки

З 1885 року до 1948 року обсерваторія Гонконгу використовувала в якості логотипу герб Сполученого Королівства в різних варіаціях. А в 1949 році на логотипі з’явилось зображення інструментів спостереження за погодою. З 1997 року, коли відбулась передача суверенітету Гонконгу від Великої Британії до Китаю, було запроваджено теперішній логотип, на якому зникли колоніальні символи.

## Керівництво
Протягом багатьох років обсерваторією Гонконгу керували:
- Вільям Доберк, доктор філософії, 1883-1907
- Фредерік Джордж Фігг, 1907-1912
- Томас Фолкс Клакстон, F.R.A.S., 1912-1932
- Чарльз Вільям Джеффріс, F.R.A.S., 1932-1941
- Бенджамін Девіс Еванс, F.R.A.S, F.R.Met.S., 1941-1946
- Грем Скудамор Персівал Хейвуд, M.A., F.R.Met.S., 1946-1956
- Ян Едвард Мені Воттс, доктор філософії, F.R.Met.S., 1956-1965
- Гордон Джон Белл, O.B.E., M.A., F.R.Met.S., 1965-1981

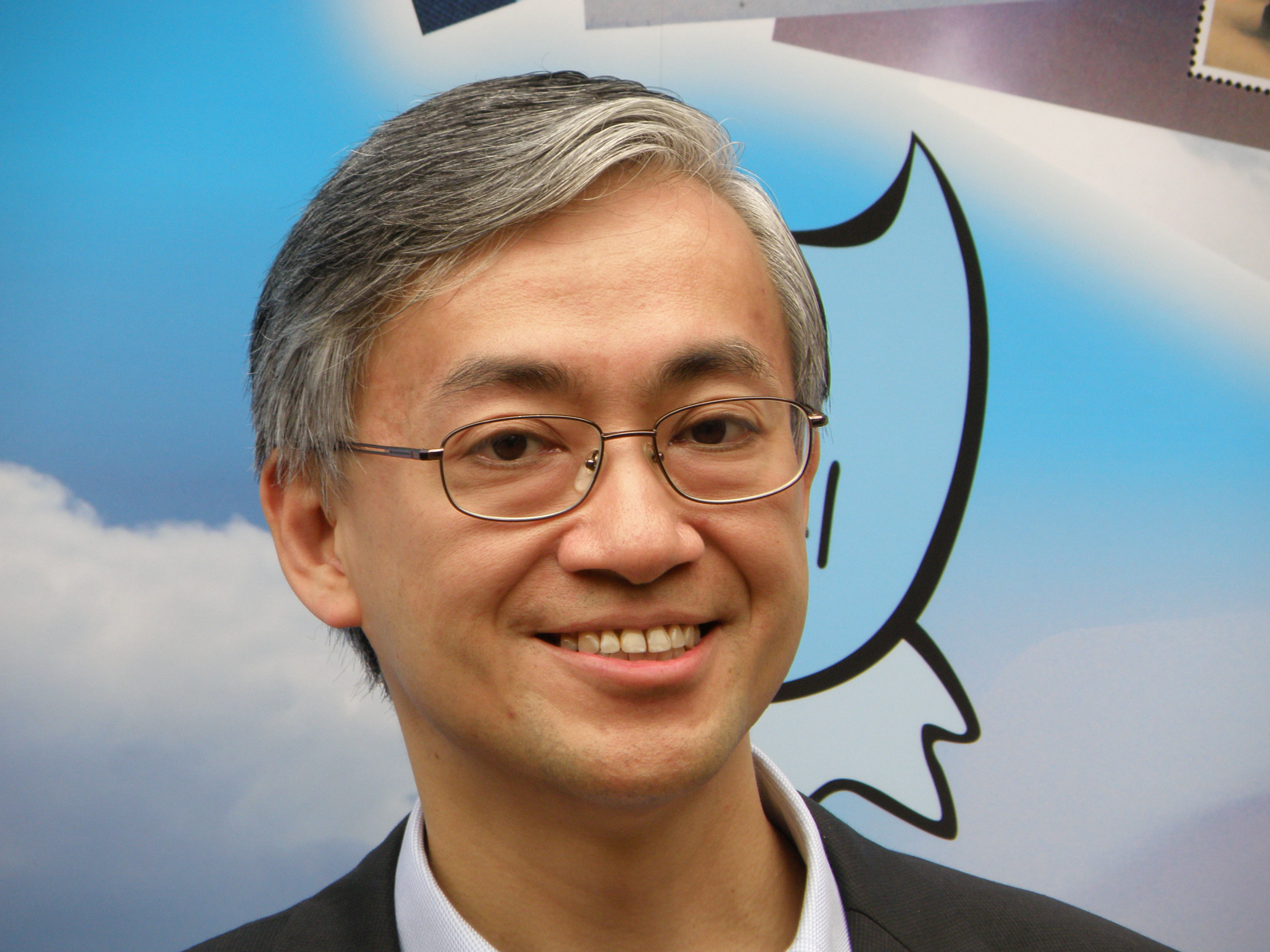
Шун Чі Мінг - директор обсерваторії з 2011 року

- Джон Едгар Пікок, O.B.E., B.Sc. (Hons.), 1981-1984 (останній британець на посаді директора)
- Патрік Пак Шам, I.S.O., B.Sc. (Hons.), F.R.Met.S., 1984-1995 (перший китаєць на посаді директора, оскільки уряд Гонконгу почав просування місцевих науковців)
- Роберт Чі-квам Лау, B.Sc. (SYD), DIP.N.A.A.C (SYD), 1995-1996
- Лам Ганг-кван, доктор філософії, F.R.Met.S., 1996-2003
- Лам Чіу-йін, Hon.F.R.Met.S., C.Met., 2003-2009
- Лі Бунь-йін, доктор філософії, MBA, FHKMetS, MCMetS, 2009-2011
- Шун Чі Мінг, F.R.Met.S., 2011-

## Інформаційна діяльність та реклама

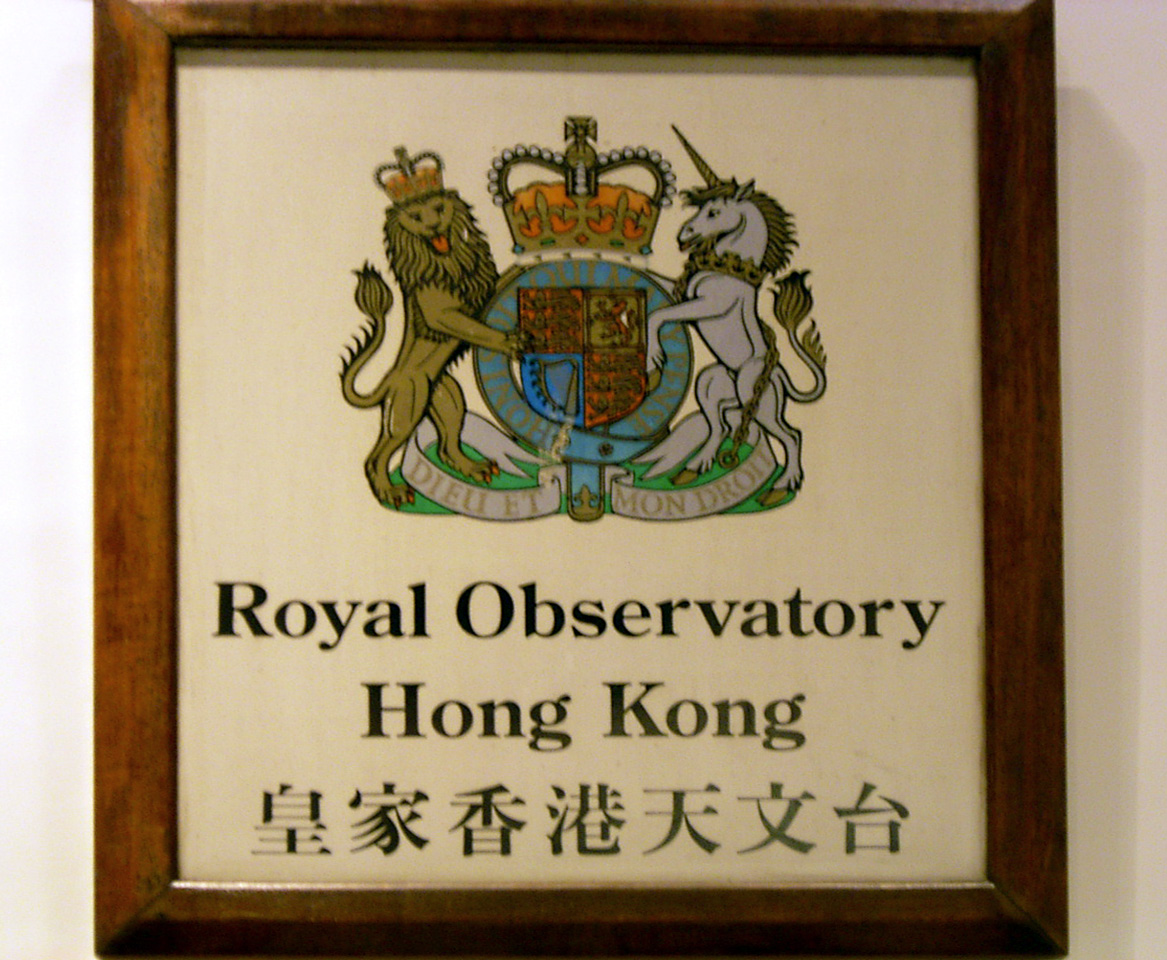
Логотип Королівської обсерваторії Гонконгу

Група зацікавлених осіб обсерваторії Гонконгу, яка була створена у 1996 році з метою сприяння просування роботи цієї установи, є посередником між обсерваторією та громадськістю. В даний час вона налічує близько 7000 осіб. Заходи включають наукові лекції та відвідування об'єктів обсерваторії. Раз на чотири місяці публікуються інформаційні бюлетені. Керівництво обсерваторії регулярно організовує візити для школярів середніх шкіл.